# Кэннон, Долорес
Долорес Кэннон (англ. Dolores Cannon; 15 апреля 1931 — 18 октября 2014) — американская писательница, автор 19 книг, переведённых на 20 языков, о своём опыте гипнотерапевта-самоучки, специализировавшейся на регрессии прошлых жизней. В 2012 году была названа одним из 100 самых влиятельных на тот момент духовных лидеров планеты. Свою широкую аудиторию она нашла благодаря многочисленным лекциям в США и за рубежом, а также статьям о ней в различных международных журналах. Она также появлялась в многочисленных теле- и радиопрограммах.

## Издания
- 1980 — «Память пяти жизней» / Five Lives Remembered, «Ozark Mountain Publishing», 1980; 2009; ISBN 1886940797

- 1989—1994 — трилогия «Беседы с Нострадамусом» / Conversations With Nostradamus

- 1989 — «Беседы с Нострадамусом», том 1 / Conversations With Nostradamus: His Prophecies Explained. Vol. I. ISBN 1886940002
  - 2001 — Revised Edition & Addendum

- 1990 — «Беседы с Нострадамусом», том 2 / Conversations With Nostradamus: His Prophecies Explained. Vol. II. ISBN 0963277618
  - 1992 — Rev Upd Su edition

- 1992 — «Беседы с Нострадамусом», том 3 / Conversations With Nostradamus: His Prophecies Explained. Vol. III. ISBN 0963277634
  - 1994 — Revised edition

- 1992 — «Иисус и ессеи» / Jesus and the Essenes. ISBN 1886940088

- 1993 — «Между смертью и жизнью» / Between Death & Life, Conversations With a Spirit. ISBN 0963277650 — во французском переводе «Conversations avec des Esprits entre deux Vies» (2021) — о существовании после смерти.

- 1993 — «Смотрители сада» / Keepers of the Garden, ISBN 0963277642 — во франц. пер. «Les Jardiniers de la Terre» (2017)

- 1993 — «Душа вспоминает Хиросиму» / A Soul Remembers Hiroshima. ISBN 0963277669

- 1994 — «Они шли с Иисусом» / They Walked With Jesus: Past Life Experiences with Christ. ISBN 1886940096

- 1994 — «Легенда о звёздной катастрофе» / The Legend of Starcrash. ISBN 0963277677

- 1996 — «Звёздное наследие» / Legacy From the Stars. ISBN 0963277693

- 1999 — «Хранители» / The Custodians: Beyond Abduction. ISBN 1886940045 — во франц. пер. «Les gardiens. Comprendre la présence des extraterrestres au-delà des abductions» (2018) — о присутствии инопланетян на Земле.

- 2001—2015 — пятитомная серия «Многомерная Вселенная» / The Convoluted Universe

Так как между русским и американским изданиями имеется несоответствие в обозначении томов: например, первый и второй том в русском издании соответствуют первому тому англоязычного издания, а третий и четвёртый том русского издания — второму тому оригинала, то пятый и шестой тома, изданные издательством Стигмарион в 2020 (ISBN 978-5-907047-29-7) и 2021 (ISBN 978-5-907047-32-7) годах на русском языке, соотносятся с третьим томом оригинального издания.
- 2001 — «Многомерная Вселенная», том 1 / The Convoluted Universe — Book One. ISBN 1886940827 — во франц. пер. «Les arcanes de l’univers» (Тайны Вселенной, 2018).
- 2005 — «Многомерная Вселенная», том 2 / The Convoluted Universe — Book Two. ISBN 1886940908
- 2008 — «Многомерная Вселенная», том 3 / The Convoluted Universe — Book Three. ISBN 1886940797
- 2012 — «Многомерная Вселенная», том 4 / The Convoluted Universe — Book Four. ISBN 978-1-886940-21-5
- 2015 — «Многомерная Вселенная», том 5 / The Convoluted Universe — Book Five. ISBN 9781940265292 (посмертное издание)

- 2011 — «Три волны добровольцев и Новая земля» / The Three Waves of Volunteers and the New Earth. ISBN 1886940150 — франц. изд. 2017 — о происходящем под управлением невидимых гидов увеличении уровня частот вибраций жителей Земли, посредством воплощения и влияния более совершенных душ, ради избежания повторения катастроф прошлого (Атлантида) при переходе планеты сразу в пятое измерение.

- 2015 — «Поиск скрытых сакральных знаний» / The Search for Hidden Sacred Knowledge. ISBN 1940265230 (вышло посмертно)